# Janara

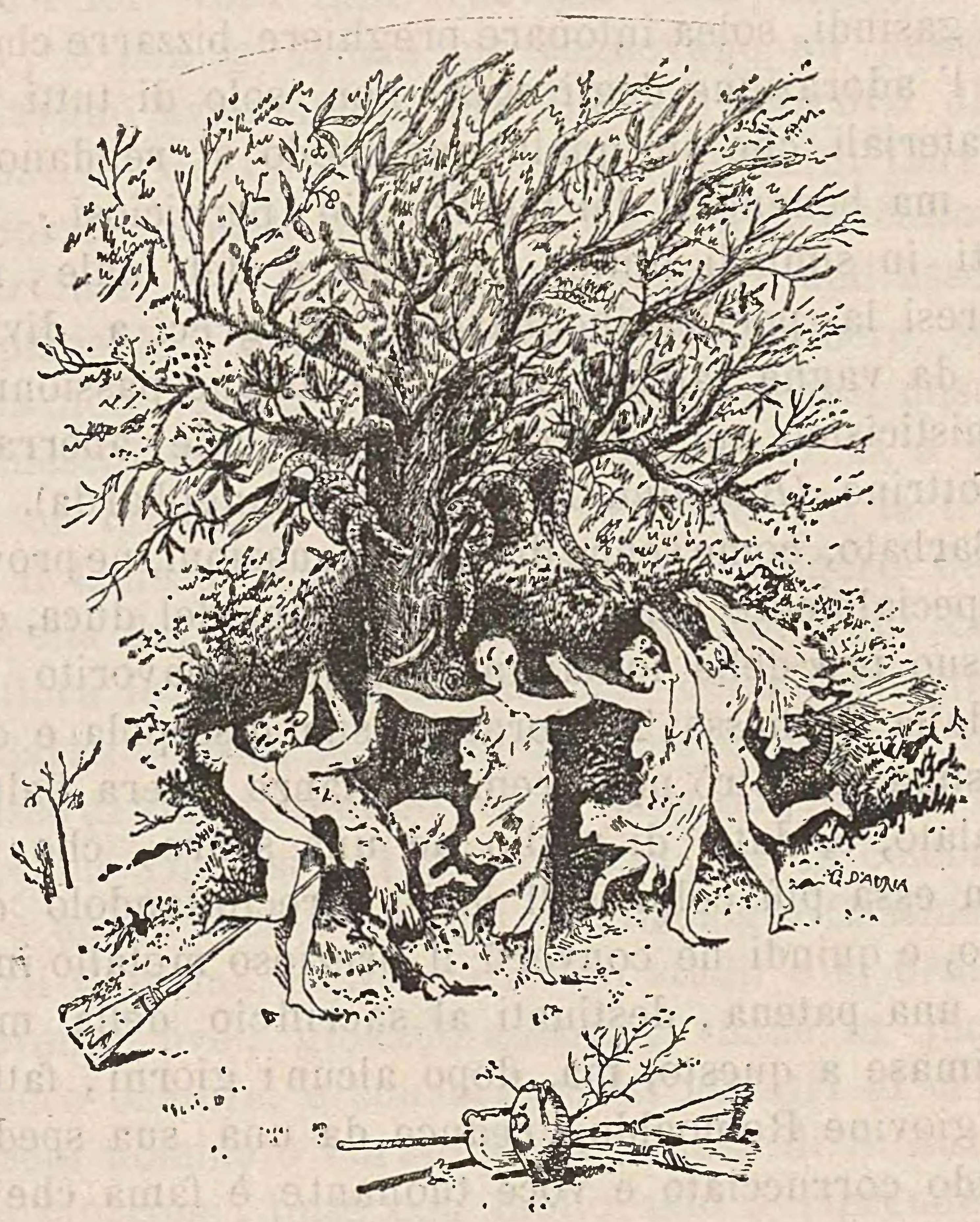
Janare intorno al Noce di Benevento

La janara (AFI: /jaˈnara/) o strega di Benevento nelle credenze popolari dell'Italia meridionale, e in particolare dell'area del Beneventano e dell'Irpinia, è una delle tante specie di streghe che popolavano i racconti appartenenti soprattutto alla tradizione del mondo agreste e contadino.

## Etimologia

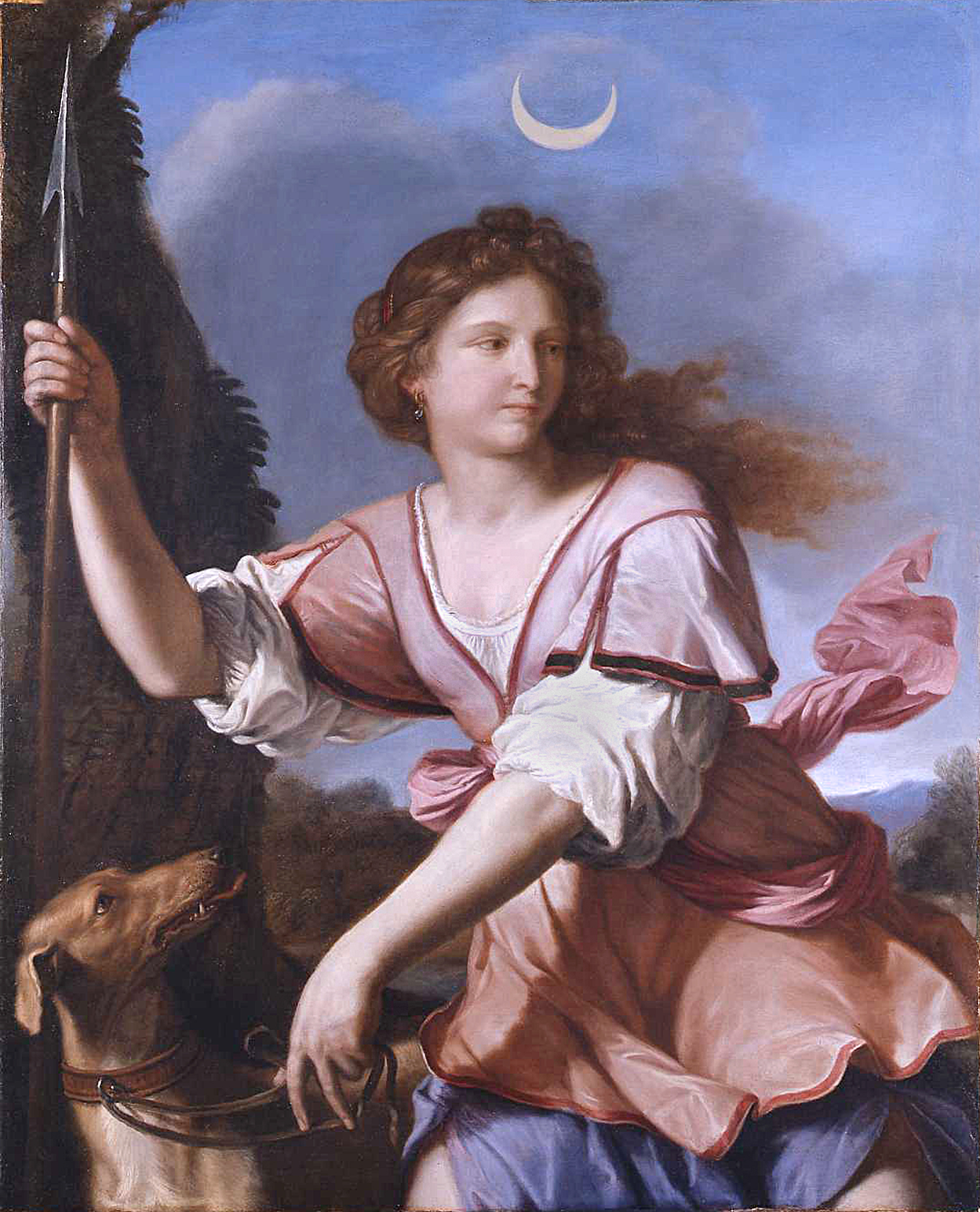
La dea Diana associata alla Luna, in un'opera del Guercino (1658)

Il nome potrebbe derivare da Dianara, ossia «sacerdotessa di Diana», dea romana della Luna, oppure dal latino ianua, «porta»: era appunto dinanzi alla porta, che, secondo la tradizione, era necessario collocare una scopa, oppure un sacchetto con sabbia o grani di sale; la strega, costretta a contare i fili della scopa, o i grani di sale, avrebbe indugiato fino al sorgere del Sole, la cui luce pare fosse sua mortale nemica.
Suppongo che possa essere stata abitudine di mettere un'immagine o simbolo di Giano alla porta principale della casa per mettere l'entrata sotto la protezione di un grande dio. Una porta così custodita si poteva chiamare janua foris, cioè una porta di Giano, e il termine poté, col tempo, abbreviarsi in janua. Da questo a chiamare janua ogni porta in generale il passo è facile e naturale.»
(James Frazer)

## Fondamenti storici

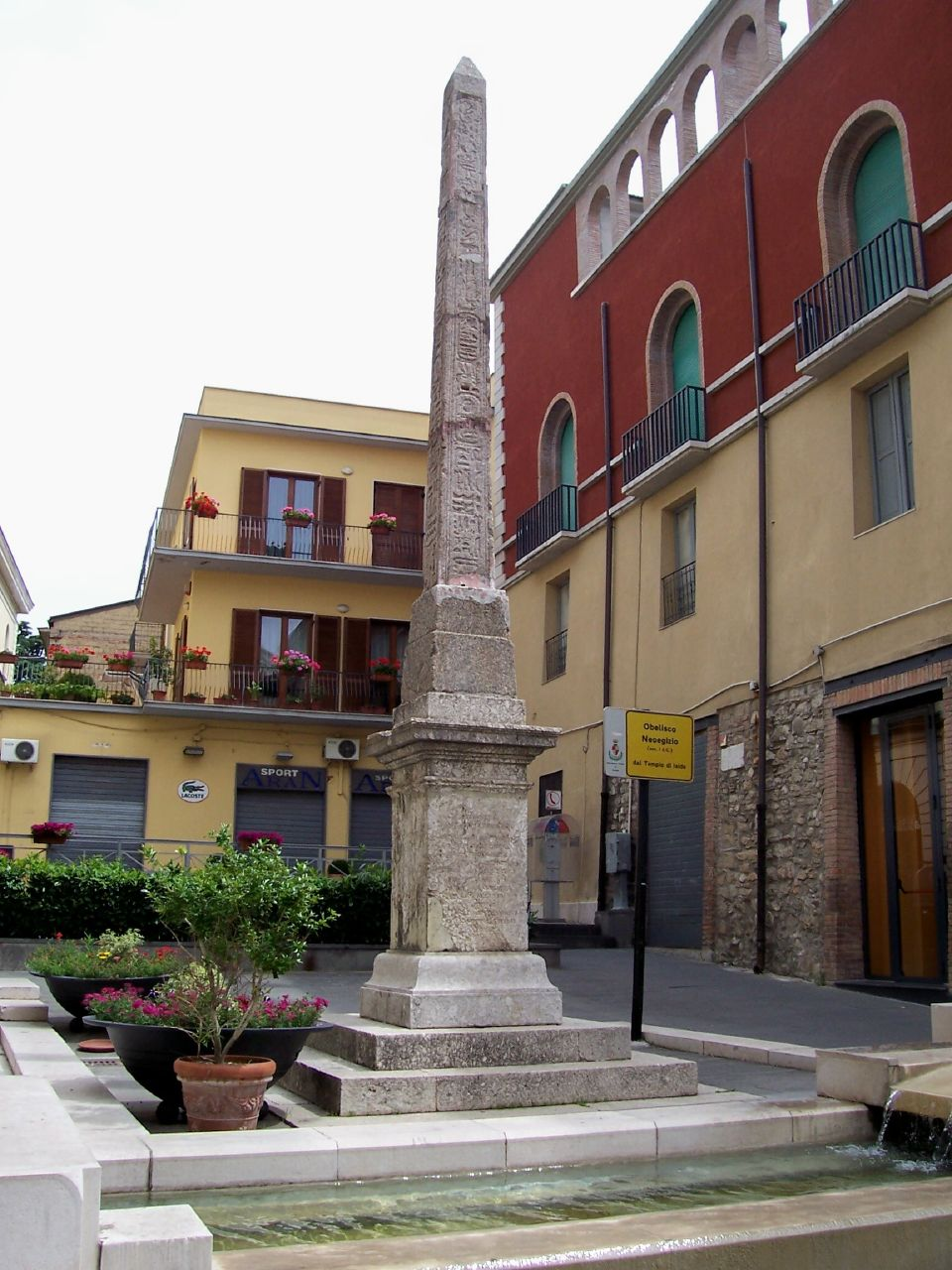
Obelisco egizio presente nel centro di Benevento

Secondo le più antiche leggende, le streghe beneventane si riunivano sotto un immenso noce lungo le sponde del fiume Sabato.
Probabilmente questi racconti nacquero nel periodo del regno longobardo su Benevento, poiché anche se quasi tutti gli abitanti della città si erano convertiti al cristianesimo, alcuni veneravano ancora in segreto gli Dei pagani, in particolare le dee Iside, Diana ed Ecate, il cui culto è tuttora testimoniato da monumenti sparsi per la città.
Dopo l'arrivo dei Longobardi, anch'essi pagani, forse alcuni dei pagani rimasti si unirono a loro nel culto degli alberi tipico dei germani e della religione longobarda, e nel culto della vipera dorata cara ad Iside: da qui forse nacquero le leggende delle orge infernali che si tenevano le notti di sabato sotto l'enorme noce.
Dopo che San Barbato nel VII secolo ebbe abbattuto il noce, a partire dal 1273 sarebbero iniziate a circolare dicerie a Benevento su raduni di streghe. Secondo le dichiarazioni di Matteuccia da Todi, processata per stregoneria nel 1428, si sarebbe trattato di cerimonie intorno allo stesso albero poi ricresciuto.

### La persecuzione
Le persecuzioni delle streghe possono considerarsi iniziate con le prediche di San Bernardino da Siena, che nel XV secolo predicò aspramente contro di loro, con particolare riferimento a quelle di Benevento. Spesso egli le additava al popolo come responsabili delle sciagure.
Un'ulteriore spinta alla caccia alle streghe venne data dalla pubblicazione, nel 1486, del Malleus Maleficarum, che spiegava come riconoscere le streghe, processarle ed interrogarle efficacemente. In questo modo, tra il XV e il XVII secolo furono estorte numerose confessioni di supposte streghe, le quali più volte parlano di sabba a Benevento. Si ritrovano elementi comuni come il volo, pratiche come quella di succhiare il sangue dei bambini, tuttavia si trovano discrepanze circa, per esempio, la frequenza delle riunioni. Nella massima parte dei casi le "streghe" erano bruciate, mandate al patibolo o comunque punite con la morte con metodi più o meno atroci.
Solo nel XVII secolo prevalse la convinzione che non potessero essere veritiere confessioni fatte sotto tortura. In epoca illuministica si fece strada un'interpretazione razionale della leggenda, con Girolamo Tartarotti che nel 1749 spiegò il volo delle streghe come un'allucinazione provocata dal demonio, o Ludovico Antonio Muratori che nel 1745 affermò che le streghe sono solo donne malate psichicamente. Ipotesi successive vorrebbero che l'unguento di cui le streghe si cospargevano fosse una sostanza allucinogena.
Uno storico locale, Abele De Blasio, riferì che nell'archivio arcivescovile di Benevento erano conservati circa 200 verbali di processi per stregoneria, in buona parte distrutti nel 1860 per evitare di conservare documenti che potessero infiammare ulteriormente le tendenze anticlericali che accompagnarono l'epoca dell'unificazione italiana. Un'altra parte è andata persa a causa dei bombardamenti nella seconda guerra mondiale.

## Le leggende

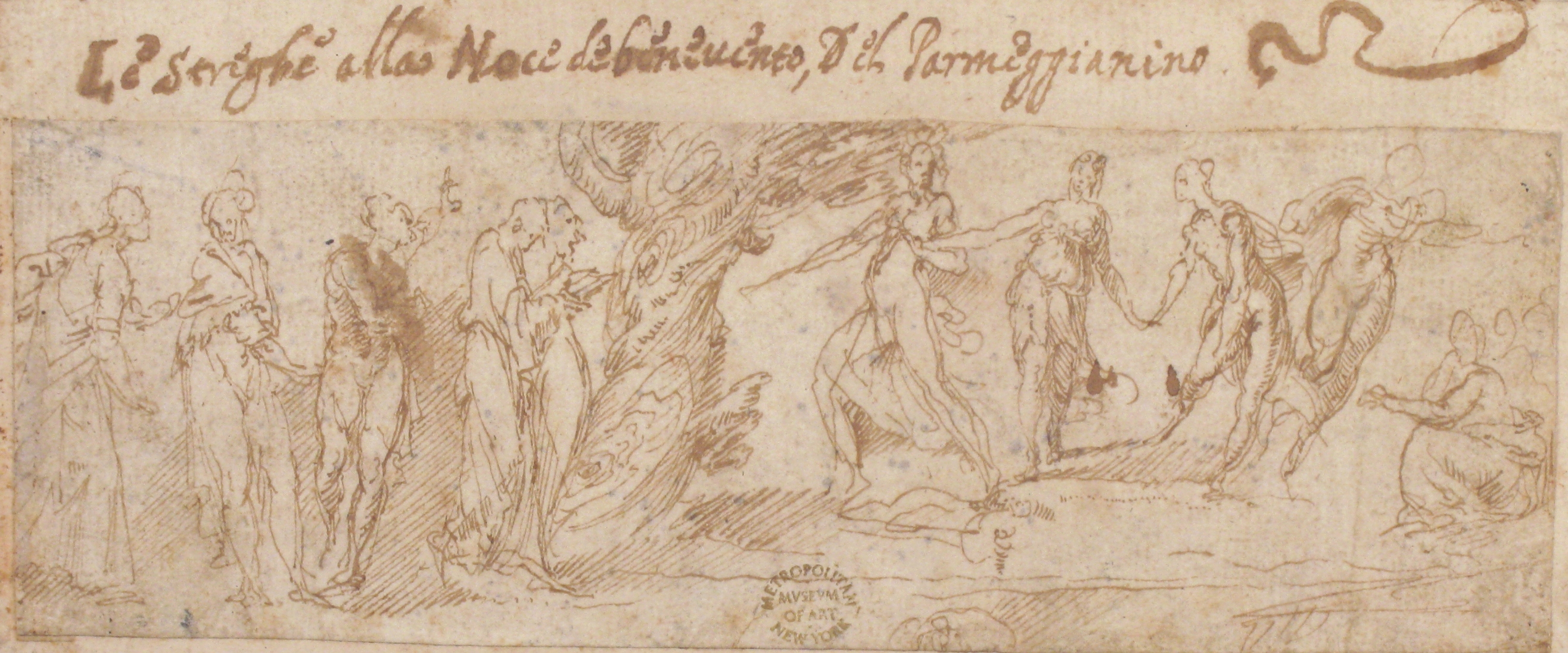
Streghe intorno al noce di Benevento, disegno di Giacomo della Porta (XVI sec.)

Le janare secondo la leggende popolari nascevano nella notte della vigilia di Natale.
Tra le loro abitudini avrebbero avuto quella di fare di notte le treccine alla criniera dei cavalli, lasciando dei nodi, ricorrenti nei rituali magici, come una sorta di incantesimi capaci di legare certe linee di forza sottili.
Esistevano janare anche a Napoli, ma a differenza di quelle beneventane andavano in groppa sui cavalli anziché sulle scope.
Secondo la tradizione, per poterla acciuffare bisognava afferrarla per i capelli, il suo punto debole.  Inoltre si diceva che a chi fosse riuscito a catturare la janara ella avrebbe offerto la protezione delle janare sulla famiglia per sette generazioni in cambio della libertà.
Le stregonerie delle janare riguardavano soprattutto rimedi propri della magia e della medicina popolare, derivanti da antiche tradizioni pagane mescolatesi nel tempo con le forme, le preghiere e i sacramenti del cattolicesimo popolare, in un sincretismo che rivelerebbe la permanenza della supremazia religiosa greco-romana su quella cristiana-cattolica nel Mezzogiorno italiano, come rilevato da scrittori di estrazione protestante.
Il termine jana è noto anche in Sardegna con attributi analoghi alle Janare. Molti siti archeologici sono detti popolarmente domus de janas, ossia case delle fate o delle streghe.

### Storie legate alle janare
In diversi paesi del Beneventano esistono svariate storie sulle janare ma bisogna ammettere che queste si assomigliano molto tra di loro, variando spesso solo per il luogo in cui è avvenuto il fatto e per il dialetto in cui viene raccontato, ovviamente ogni paesino ha la sua strega. Di seguito ci sono alcune di quelle più ricorrenti.
Fu trovato qui un foglio che narra di un boscaiolo beneventano passando di notte per uno di questi posti ebbe lo spiacere di assistere al sabba, cerimonia in cui si venerava Satana e ogni simbolo cristiano veniva messo al contrario. Egli, corso a casa, raccontò alla moglie tutto ciò che aveva visto: «C'erano donne che calpestavano la croce, altre che con alcuni uomini si dedicavano alle orge più sfrenate e altre ancora che si cospargevano di sangue. In mezzo a tutto ciò ho visto un cane orrendo che sedeva su un trono ...». La mattina dopo quell'uomo fu trovato ucciso.
Altra storia correlata alla figura della janara è quella che identifica un metodo pressoché infallibile per riconoscerle quando sono in sembianza umana: secondo questa diceria, basta recarsi alla messa della notte di Natale e, una volta terminata, uscire ed attendere per vedere le ultime donne che abbandonano la chiesa. Secondo la storia queste sarebbero le janare che, in forma umana, hanno assistito (per una sorta di contrappasso mistico-religioso) alla funzione più sacra di tutta la cristianità.

### Le altre streghe di Benevento
Oltre alle janare vi sono altri tipi di streghe nell'immaginario popolare di Benevento. La Zucculara, zoppa, infestava il Triggio, la zona del teatro romano, ed era così chiamata per i suoi zoccoli rumorosi. La figura probabilmente deriva da Ecate, che indossava un solo sandalo ed era venerata nei trivii ("Triggio" deriva proprio da trivium).
Vi è poi la Manalonga (=dal braccio lungo), che vive nei pozzi, e tira giù chi passa nelle vicinanze. La paura dei fossi, immaginati come varchi verso gli inferi, è un elemento ricorrente: nel precipizio sotto il ponte delle janare vi è un laghetto in cui si creano improvvisamente gorghi, che viene chiamato il gorgo dell'inferno. Infine vi sono le Urie, spiriti domestici che ricordano i Lari e i Penati della romanità.
Nelle credenze popolari la leggenda delle streghe sopravvive in parte ancora oggi, arricchendosi di aneddoti e manifestandosi in atteggiamenti superstiziosi e paure di eventi soprannaturali.

#### La Maciara
In alcuni centri del settore orientale dell'Irpinia oltre alla janara c'è pure la figura della  maciara; talvolta si tratta dello stesso personaggio. Risulta essere una sorta di stregoncella, più incline ai malocchi detti "affascino". Per estensione, si dice che fa moine, cioè che fa la "maciara" o che fa le "maciarije". Si nota la forte somiglianza del nome come le streghe del Trentino e della provincia di Milano; in alcune aree dell'Italia meridionale il termine è presente nella variante magàra.

## Racconti e cultura di massa

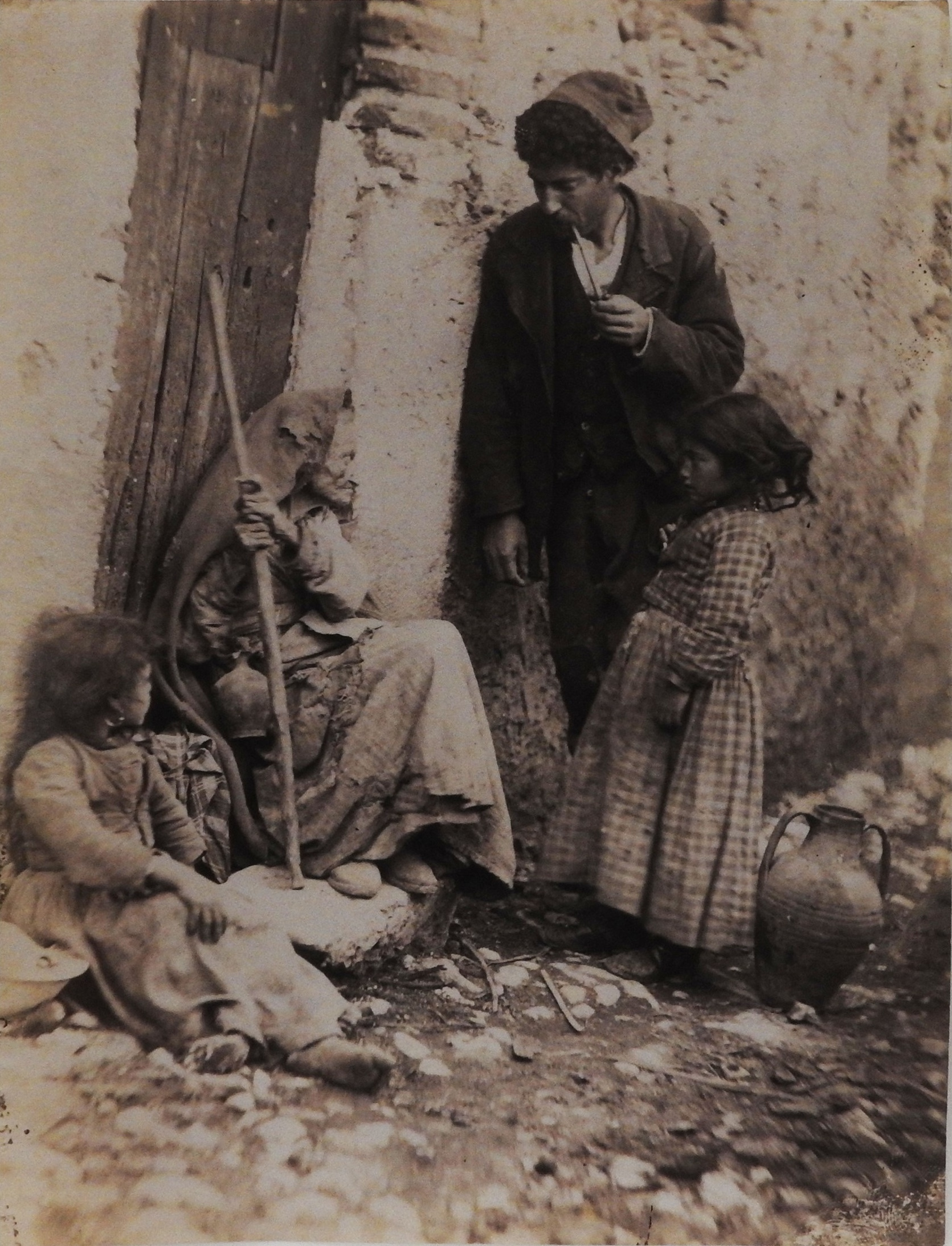
Fotografia di Wilhelm von Gloeden di una «contadina centenaria», ripresa dallo scrittore tedesco Theodor Trede in un articolo per la rivista "Velhagen & Klasings Monatshefte" dal titolo La vita popolare nel Sud Italia (1897)

La storia delle streghe di Benevento è corredata da un grande numero di racconti di diffusione popolare.
- Un uomo, vedendo la moglie cospargersi di un unguento e lanciarsi in volo dalla finestra, capì che era una janara e sostituì l'unguento con un'altra sostanza, cosicché la notte dopo la moglie morì schiantandosi al suolo.
- San Bernardino da Siena nelle sue prediche racconta di un famiglio di un cardinale che giunto a Benevento si unì ad un banchetto notturno, e portò con sé una ragazza lì conosciuta, la quale non parlò per tre anni; si scoprì poi che era una janara.
- Un racconto forse derivante da un poemetto napoletano del XIX secolo intitolato Storia della famosa noce di Benevento parla di un uomo che si fa condurre al sabba dalla moglie, una janara. Chiede del sale perché il cibo è insipido, ma appena lo condisce il sabba scompare.
- Una donna, dalla leggenda chiamata Valentina, era solita isolare tutti dalla vita del suo amato e della sua fanciulla. Questi riti prevedevano dalla denigrazione altrui, all’indifferenza inspiegabile. I familiari del suo amato dopo numerose procedure esorcizzanti capirono che non si trattava di un demone ma di una vera e propria janara.[16]

Anche poeti e scrittori nonché musicisti italiani e stranieri parlano e raccontano di streghe, ispirandosi alla leggenda beneventana:
- Lo scienziato e scrittore Francesco Redi scrisse un racconto, intitolato Il gobbo di Peretola, in cui narra la storia di un gobbo di questa località che, invidioso della buona sorte toccata ad un altro gobbo guarito dalle streghe di Benevento della sua malformazione, s'era recato senza indugio laggiù, ma, avendo trattato male le streghe, era stato punito con l'aggiunta d'una seconda gobba.
- Nel Malmantile racquistato di Lorenzo Lippi, nel 30° canto si parla di streghe.
- Nella tragedia Macbeth di Shakespeare, il primo atto della tragedia inizia con il parlare delle streghe (Norne).
- Il balletto Il Noce di Benevento, allestito da Salvatore Viganò e messo in musica da Franz Süssmayr (1812, Teatro alla Scala), è incentrato sull'albero e sulla danza delle streghe intorno ad esso.[17]
- Niccolò Paganini a sua volta musicò Le streghe, variazione su un tema dal precedente balletto Il Noce di Benevento (1813, Teatro alla Scala).
- Laurence Sterne nel romanzo Vita e opinioni di Tristram Shandy menziona ripetutamente i «demoni di Benevento».

Strega sul logo del Benevento Calcio.

- Il logo della società calcistica di Benevento è ispirato alle janare, presentando una strega che cavalca un manico di scopa.
- Un liquore prodotto a Benevento prende il nome dalla leggenda delle streghe della città. L'etichetta raffigura le streghe danzanti sotto il celebre noce.

### Grotta della Janara
Nel paese di Gianola a Formia (LT), si trova la Grotta della Janara, nel Parco Marino della Riviera di Ulisse tra l'antico porticciolo Romano di Gianola ed il lungomare di Santo Janni. Si tratta di una scala coperta, antico collegamento con i portici, il Tempio di Giano e le vasche termali allora esistenti.
Prende il suo nome da una leggenda locale secondo cui si pensava che fosse frequentata dalle streghe.

### Cinema e televisione
Nel 2015 è stato realizzato un film horror ispirato alla leggenda delle janare e intitolato, appunto, Janara.
Il film horror comedy Sono solo fantasmi del 2019, diretto da Christian De Sica, nomina la janara come una strega che infesta Napoli e contro cui i protagonisti si scontrano. 
Nell'ottobre 2021 esce Januae (Emian), cortometraggio musicale dedicato alla storia della Janara, con le musiche degli Emian e la regia di Elio Nubes De Filippo e Jessica Squillante
Nella serie televisiva Luna nera (2020/21) riguardante la storia di una resistenza di streghe del diciottesimo secolo; è una serie drammatico-storica in cui l'attrice Federica Fracassi interpreta il ruolo della "Janara" narrandone la leggenda durante un rito.

### Museo Janua a Benevento
Nel 2017, all'interno di Palazzo Paolo V a Benevento, viene inaugurato Janua, primo museo multimediale permanente sulle Streghe, nato nell'ambito del Progetto "per terre, per bellezza, per santità".